# SMPlayer
SMPlayer는 크로스 플랫폼 자유 오픈 소스 미디어 재생기로 MPlayer의 프런트엔드이다. GNU 일반 공중 사용 허가서에 따라 배포되는 SMPlayer는 자유 소프트웨어이다.

## 기능
- 재생하는 파일의 설정 및 재생 위치를 기억한다.
- 음성과 영상 필터 및 이퀼라이저
- 재생 목록
- 배속 재생
- 자막 탐색
- 라디오
- TV[6]
- 유튜브 탐색기
- 스킨
- 30개 언어 이상 지원[7]